# Photo-Secession

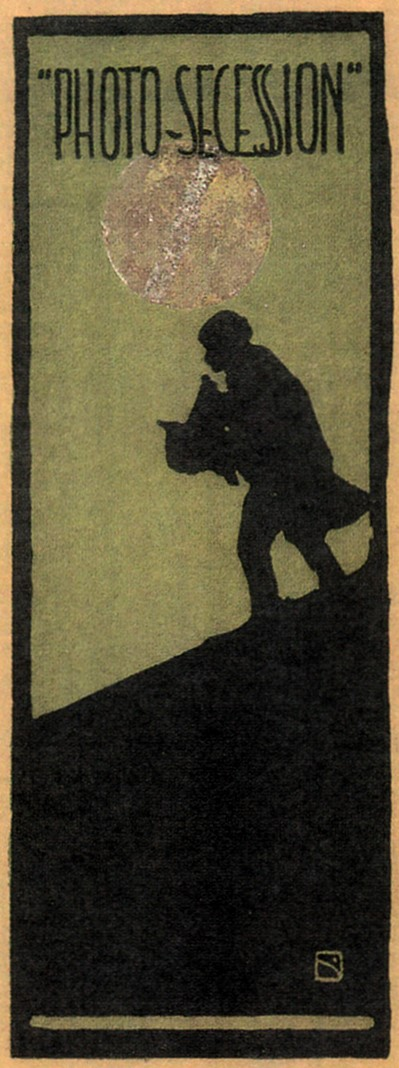
Anunci de la Photo-Secession i les Little Galleries of the Photo-Secession, dissenyat per Edward Steichen. Publicat a Camera Work núm. 13, 1906

La Photo-Secession fou un moviment de principis del segle XX que promogué la fotografia en general com a bella art, i especialment el pictorialisme fotogràfic. Un grup de fotògrafs, dirigit per Alfred Stieglitz i F. Holland Day, sostingueren el punt de vista llavors polèmic que allò significatiu sobre una fotografia no era què hi havia davant la càmera sinó la manipulació de la imatge pel fotògraf/artista per assolir-ne la seva visió subjectiva. El moviment ajudà a apujar els estàndards la consciència de la fotografia artística. El grup és la contrapart americana del Linked Ring, un grup britànic que s'escindí de la Royal Photographic Society.

## Context i història
El grup va ser format el 1902 després que el National Arts Club encarregués a Stieglitz de muntar una exposició del millor en fotografia americana contemporània. Mentre l'organitzava, Stieglitz va tenir un desacord amb alguns dels membres més conservadors del Club sobre quins fotògrafs haurien de ser inclosos. Per enfortir la seva posició, Stieglitz ràpidament formà un grup per invitació, el qual anomenà Photo-Secession, per donar la impressió que el seu punt de vista era recolzat per molts altres fotògrafs importants. Tot i que més tard digué que va "mobilitzar l'ajut del nou grup", de fet no hi havia tal grup fins que el va formar el 17 de febrer de 1902, només dues setmanes abans de la inauguració de l'exposició al National Arts Club.
Es creu que per donar nom al grup Stieglitz fou influït per l'exposició de 1898 Munich Secession (Verglag des Vereines Bildender Kunstler Muchnes "Sezession"). Stieglitz s'escrigué freqüentment amb Fritz Matthies-Masuren, que escrigué un assaig al catàleg per l'exposició de Múnic, i va ser captivat per la idea que els fotògrafs definíssin la seva pròpia forma d'art.
Més endavant, Stieglitz va donar més explicacions sobre els orígens de la Foto-Secessió, i l'historiador cultural Jay Bochner remarca que és important de tenir en compte que la Photo-Secession no és només una secessió sobre punts de vista estètics, sinó també de la dictadura de les institucions artístiques de l'època.
Els defensors del pictorialisme, que era el valor subjacent de la Photo-Secession, argumentaven que la fotografia necessitava imitar la pintura i el gravat de l'època. Creien que, igual que una pintura es distingeix per la manipulació de l'artista dels materials per aconseguir un efecte, així també el fotògraf havia d'alterar o manipular la imatge fotogràfica. Entre els mètodes usats hi havia filtres especials i recobriments de la lent, trucs a la cambra fosca per editar el contingut de la imatge, i processos d'impressió alternatius com viratge sèpia, impressió al carboni, platinotípia o processat amb goma bicromatada.
Al fundar la Photo-Secession, Stieglitz va afirmar que era una rebel·lió contra l'actitud de les autoritats en el món de l'art. Mentre això era cert en part, les seves accions van demostrar que la creació de la Photo-Secession era també una manera d'avançar la seva pròpia posició en el món de fotografia i l'art.
El rol de Stieglitz de formar i controlar estretament la Photo-Secession va quedar aclarit per dues converses que van tenir lloc a la inauguració de l'exposició al National Arts Club. En la primera, Stieglitz insinuava que l'afiliació al grup era relativament oberta, que només calia sentir-se'n part.
Tanmateix, quan Charles Berg va preguntar Stieglitz si ell, també, n'era membre, Stieglitz bruscament l'informà que no ho era. Stieglitz Va donar aquesta resposta fins i tot sent el responsable d'incloure tres de les fotos de Berg a l'exposició.
L'afiliació de la Photo-Secession variava segons els interessos i l'estat d'ànim de Stieglitz però se centrava al voltant del grup de Stieglitz, Edward Steichen, Clarence H. White, Käsebier, Frank Eugene, F. Holland Day, i més endavant Alvin Langdon Coburn.
Els fotògrafs inclosos en la primera exposició eren C. Yarnell Abbott, Prescott Adamson, Arthur E. Becher, Charles I. Berg, Alice Boughton, John G. Bullock, Rose Clark i Elizabeth Flint Wade, F. Colburn Clarke, F. Holland Day, Mary M. Devens, William B. Dyer, Thomas M. Edmiston, Frank Eugene, Dallett Fuguet, Tom Harris, Gertrude Käsebier, Joseph T. Keily, Mary Morgan Keipp, Oscar Maurer, William B. Post, Robert S. Redfield, W. W. Renwick, Eva Watson-Schütze, T. O'Conor Sloane, Jr., Ema Spencer, Edward Steichen, Alfred Stieglitz, Edmund Stirling, Henry Troth, Mathilde Weil i Clarence H. White.
El 1905 Stieglitz fundà amb Steichen les Little Galleries of the Photo-Secession, una galeria petita però molt influent on van continuar exposant-hi alguns dels membres més reconeguts del moviment. El grup continuà exposant amb el nom de Photo-Secession fins al 1910, quan diversos fotògrafs finalment es van cansar de les maneres autocràtiques de Stieglitz i van deixar el grup.
El 1916 Käsebier, White, Coburn i altres van formar una organització anomenada Pictorial Photographers of America (PPA) per continuar la promoció de l'estil pictòric. Un any més tard Stieglitz formalment dissolgué la Photo-Secession, tot i que llavors existia només nominalment.

## Presentació de Stieglitz
El següent avís va aparèixer a Camera Work, núm. 3, suplement, juliol 1903.
La Photo-Secession
"Tantes són les preguntes sobre a la naturalesa i els objectius de la Photo-Secession i dels requisits d'afiliació, que estimem oportú donar un breu resum del caràcter d'aquest grup de fotògrafs.
L'objecte de la Photo-Secession és: avançar en la fotografia aplicada a l'expressió pictòrica; ajuntar aquells americans que practiquen o estan interessats en l'art, i organitzar de tant en tant, a diferents llocs, exposicions no necessàriament limitades a les produccions de la Photo-Secession o a obres americanes.
Consisteix en un Consell (tots els integrants del qual són membres); els membres escollits pel Consell pels seus treballs o feina fotogràfica en favor de la fotografia pictòrica, i socis elegibles per raó del seu interès i simpatia amb els objectius de la Secession.
Per tal d'honorar el fet de ser membre fundador, l'obra fotogràfica d'un possible candidat ha de ser original i característica, i no cal dir que el sol·licitant ha de simpatitzar profundament amb els nostres objectius i principis.
Els socis no son subjectes a cap requisit excepte la sincera simpatia amb els objectius i motius de la Secession. Evidentement aquestes qualificacions no es donaran per suposades, i es considera necessari denegar la inscripció d'aquells amb un interès tebi en la causa que faci pensar que no ajudaran la Secession. Podria ser d'interès general saber que alguns, potser mereixedors per la seva feina fotogràfica de la categoria de membres fundadors, l'han sol·licitat en va. El seu rebuig es basa només en llur reconeguda o notòria oposició activa o en la igualment nociva apatia. Molts la sinceritat dels quals no podria ser qüestionada van ser rebutjats perquè l'obra lliurada no va arribar a l'estàndard requerit. Aquells qui desitgin més informació han d'adreçar-se al Director de la Photo-Secession, Sr. Alfred Stieglitz, 1111 Avinguda Madison, Nova York."

## Llista de membres
Llista de membres de la Photo-Secession, a Camera Work, núm. 3, Suplement, juliol 1903
| Membres Fundadors | Membres Fundadors                                                                                          |
| Fundadors i membres del Consell | Fundadors no membres del Consell                                                                           |
| --- | --- |
| John G. Bullock - Philadelphia William. B Dyer. - Chicago Dallett Fuguet - New York Gertrude Käsebier - New York Joseph T. Keiley - New York Robert S. Redfield - Philadelphia Eva Watson-Schütze - Chicago Edward J. Steichen - New York Alfred Stieglitz - New York Edmund Stirling - Philadelphia John F. Strauss - New York Clarence H. White - Newark, Ohio | Alvin Langdon Coburn - Boston Mary Devens - Boston William B. Post - Fryeburg, Me. S. L. Willard - Chicago |

| Socis | Socis |
| --- | --- |
| Prescott Adamson - Philadelphia W. P. Agnew - New York A. C. Bates - Cleveland, Ohio Edward LaVelle Bourke - Chicago Annie W. Brigman - Oakland, Cal. Norman W. Carkhuff - Washington W. E. Carlin - New York J. Mitchell Elliot - Philadelphia Dr. Milton Franklin - New York George A. Heisey – Newark, Oh. Sam S. Holzman - New York Marshall P. Kernochan - New York Sarah H. Ladd - Portland, Ore. Chester Abbott Lawrence - New York Fred K. Lawrence - Chicago | Oscar Maurer - San Francisco William J. Mullins - Franklin, Pa. Olive M. Potts - Philadelphia Harry B. Reid - New York Harry C. Rubincam - Denver T. O’Conor Sloane - Orange, N. J. Walter P. Stokes - Philadelphia Mrs. George A. Stanbery - Zanesville, Ohio Katherine Stanbery - Zanesville, Ohio George B. Vaux - Philadelphia Mary Vaux - Philadelphia Lily E. White - Portland, Ore. Myra Wiggins - Salem, Ore. Arthur W. Wilde - Philadelphia |

Més endavant els següents fotògrafs van ser llistats com Membres de la Photo-Secession. A diferència dels membres fundadors i dels socis, no hi havia cap definició de què implicava ser un membre. Totes les categories i afiliacións eren fetes per Stieglitz mateix.
| Membres | Membres | Membres |
| --- | --- | --- |
| Charlotte C. Albright - Buffalo, N. Y. J. W. Alexander - New York John Aspinwall - Newburgh, N.Y. Alice Boughton - New York A. K. Boursault - New York John M. Bowles - New York F. E. Brown - Grand Rapids, Mich. Francis Bruguière - San Francisco Elizabeth Buehrmann - Chicago Charles H. Caffin - New York S. R. Carter -Toronto, Canada Mrs. F. F. Coburn - New York C. C. Crowther - Kobe, Japan S. D. Dixon - New York J. M. Drivet - New York Charles B. Duryea - New York Hiram Duryea - New York W. G. Eckstein - New York Frank Eugene - New York Herbert G. French - Cincinnati George Haviland - New York | Paul Haviland - New York L. A. Heinsheimer - New York H. A. Hess - Springfield, Ill. J. P. Hodgins - Toronto, Canada L. J. R. Holst - New York S. S. Hornor - Concordville, Pa. F. W. Hunter - New York W. F. James - Chicago Frances B. Johnston - Washington Walter G. Jones - New York Edward W. Keck - Rochester, N. Y. Spencer, Jr. Kellogg - Buffalo, N. Y. J. B. Kerfoot - New York R. Kimbell - New York Louis A. Lamb - Chicago H. W. Lance - New York J. N. Laurvik - New York S. Brainerd Lawrence - New York Adelaide C.[sic] Leeson - Douglas, Alaska A. A. Lewis - New York Helen. Lohman - New York | C. H. Macdowell - Chicago F. F. Marks - Camden, N. J. L. M. McCormick - Asheville, N. C. Arthur. Mooney - New York Charles Peabody - Cambridge, Mass. Jeanette B. Peabody - Cambridge, Mass. F. H. Pratt - Worcester, Mass. Landon Rives - Cobham, Va. C. W. Roepper - Philadelphia L. B. Schram - New York Sarah C. Sears -Boston George Seeley - Stockbridge, Mass. H. S. Smith - Boston L. F. Stephany - Pittsburgh Albert E. Sterner - New York Karl Strauss - New York Elizabeth R. Tyson - Boston S. S. Webber - Trenton, N. J. W. E. Wilmerding - New York |